# توبي شيلدون
توبي شيلدون هو موسيقي ألماني، ولد في 3 أكتوبر 1980 في نورنبرغ في ألمانيا، وتوفي في 21 أغسطس 2015 في وادي سان فيرناندو في الولايات المتحدة.